# Manalipa
La Isla Manalipa o Malanipa es una de las 28 islas del litoral de la ciudad de Zamboanga, en el sur de Filipinas. Situada a unos 0,5 kilómetros ( 0,31 millas) al este de la punta sur de la isla esta Pequeña Manalipa (también conocida como la Pequeña Isla Malanipa) .
La isla está situada a unos 25 kilómetros ( 16 millas) al este del centro de la ciudad de Zamboanga , y a 8 kilómetros ( 5,0 millas) al sureste de la isla Saco, en el llamado "Golfo Moro".
El barangay de Manalipa, una comunidad solitaria en la isla, tiene una población de 1.674  personas ( para el 1 de agosto de 2007).
El buceo es muy bueno por la isla.